# فرودگاه لوئی
فرودگاه لوئی (به انگلیسی: Loei Airport) یک فرودگاه همگانی با کد یاتا LOE است که یک باند فرود آسفالت دارد و طول باند آن ۲۱۰۰ متر است. این فرودگاه در کشور تایلند قرار دارد و در ارتفاع ۲۶۲ متری از سطح دریا واقع شده است.

## شرکت‌های هواپیمایی و مقصدهای پروازی
| شرکت‌های هواپیمایی | مقصدهای پروازی | Route    |
| ----------------- | -------------- | -------- |
| Nok Air           | دن موئنگ       | Domestic |
| تای ایرآسیا       | دن موئنگ       | Domestic |